# Корветы типа «Сигма 10514»
Проект «Сигма 10514» — проект, в рамках которого будет построен 21 фрегат для ВМС Индонезии. Строительство первого корабля началось в 2011 году в городе Сурабайя.

## История
В 2010 году, после того как аналогичный фрегат «Тарик бен Зиад» построен был на верфи нидерландской компании «Дамен шельде наваль шипбилдинг» (Damen Schelde Naval Shipbuilding / DSNS) для ВМС Марокко, между министерством обороны Индонезии и компаниями «PAL Индонезиа» и «Дамен шельде наваль шипбилдинг» было заключено соглашение, согласно которому в военно-морские силы Индонезии поступит аналогичный фрегат проекта «Сигма 10514». Корабль будет заложен в 2011 году на предприятии компании «PAL Индонезиа» в городе Сурабайя. Строительство ведется по лицензии компании «Дамен шельде наваль шипбилдинг» (Нидерланды). Планируется, что данный фрегат станет головным в серии из 20 кораблей, которые будут построены в рамках программы PKR (Perusak Kawal Rudal).

## Конструкция корабля
Полное водоизмещение кораблей проекта «Сигма 10514» составляет 2400 т, длина — 105 м, ширина — 14 м, осадка — 3,8 м.  
Главная энергетическая установка (ГЭУ) включает:
- два дизельных двигателя SEMT-Pielstick 20PA6B STC мощностью 8910 кВт;
- 4 генератора Caterpillar 3406C TA мощностью 350 кВт каждый;
- один аварийный генератор Caterpillar 3304B мощностью 105 кВт;
- два вала Rolls Royce Kamewa с 5-лопастными винтами.

Максимальная скорость — 26 узлов, крейсерская — 18 узлов. Дальность плавания — 3600 морских миль на 18 узлах, 4800 морских миль — на 14 узлах. Экипаж — 100 человек.
Вооружение:
- 16 противовоздушных ракет MBDA MICA вертикального запуска SAM;
- 8 противокорабельных ракет MBDA Exocet MM40 SSM в ТПУ.
- одна 76,2-миллиметровая артиллерийская установка Oto Melara 76/62 Super Rapid;
- два 20-мм артиллерийских автомата MG.
- два торпедных аппарата B515 для торпед EuroTorp A244 / S Mod.3.

На борту предусмотрена вертолетная палуба и ангар для одного вертолета среднего размера, весом до 5 тонн.